# Tetramopria
Tetramopria (лат.) — род паразитоидных мирмекофильных наездников семейства Диаприиды надсемейства Diaprioidea (или Proctotrupoidea) подотряда Стебельчатобрюхие отряда Перепончатокрылые насекомые. Известно 5 палеарктических видов. Представители Tetramopria демонстрируют ряд признаков, связанных с мирмекофильными привычками, включая уменьшенный размер глаз и желтоватый воротник переднеспинных щетинок.

## Описание
Мелкие паразитоидные наездники (около 1,5 мм; вид Tetramopria turbinata до 2,8 мм). Обладают характерным стебельком петиолем, напоминающим такой же у муравьёв. Голова в дорсальном виде шестиугольная, сужающаяся за глазами, без выступов и углублений; глаза маленькие; щетинки на висках прямые и направлены вниз; затылок с густым золотистым покровом из щетинок; у самок жгутик 10-членный с 4- или 5-членным расширенным булавовидным концом; F10 немного уже, чем F9; у самцов жгутик 12-членный, без длинных спиралевидных щетинок, F2 видоизменён. Пронотальный воротник с узкой, густой, золотистой подушкой из щетинок; нотаули отсутствуют; щитик с передней щитиковой ямкой; щитиковый диск тектоформный, с острым медиальным килем или плоский до слабо приподнятого, с коротким, тупым килем. Переднее крыло без базальной жилки. Проподеум слегка вогнутый в задней медиальной части, без специальных выступов по бокам. Лапки цилиндрические, с тарсомерами примерно такой же высоты, как и ширины. Петиоль в боковом виде слегка приподнят, не возвышается над уровнем переднего края тергита T2; передний край T2 цельный, шире ширины петиоля.
Усики в целом (флагеллум + скапус + педицель) у самцов 14-члениковые, у самок 12-члениковые. Основная окраска антенн рыжая.
Европейский вид T. aurocincta был выращен как стайный паразитоид из куколок мух-тахин, паразитирующих на чешуекрылых, а оба вида T. aurocincta и T. cincticollis Wasmann, 1899 были зарегистрированы как симфилы в гнёздах муравья Tetramorium caespitum (Linnaeus, 1758). Ранее о биологии этого рода было известно мало, хотя в Японии из гнёзд Tetramorium tsushimae Emery, 1925 (Maruyama et al. 2013) был собран неопознанный вид Tetramopria, и Kawai et al. (2024) предположили вероятную связь между T. tortilis и Tetramorium tsushimae. В 2025 году эта связь подтвердилась: вид Tetramopria tortilis был собран из гнёзд Tetramorium tsushimae как в Японии, так и в Корее. Вид Tetramopria turbinata был собран из гнёзд Tetramorium tsushimae в Корее (в Японии точный вид муравьёв не был идентифицирован).

## Таксономия
Известно около 5 видов (три вида из Австралии были предположительно неверно идентифицированы). Род был впервые выделен в 1899 году австрийским энтомологом Эрихом Вассманом. Некоторые авторы рассматривали его в ранге подрода в составе рода Trichopria. Включён в состав трибы Diapriini (Diapriinae, Diapriidae).
- Tetramopria aurocincta Wasmann, 1899 (Западная Европа)
- Tetramopria castanea (Kieffer, 1911) (перенесён из рода Diapria)[5]
- Tetramopria cincticollis Wasmann, 1899 (Западная Европа)
  - = Tetramopria donisthorpei Kieffer, 1911[2]
- Tetramopria tortilis Notton, 1994 (Япония, Южная Корея)[1][2][6]
- Tetramopria turbinata Notton, 1994 (Япония, Южная Корея)[1][2]

Вид Tetramopria donisthorpei Kieffer, 1913 признан синонимом вида Trichopria nigricornis (Marshall, 1868) из рода Trichopria.
- ?Tetramopria longiciliata Dodd, 1915 (Австралия)
- ?Tetramopria plana Dodd, 1924 (Австралия)[8]
- ?Tetramopria pulchra Dodd, 1915 (Австралия)

## Распространение
Встречаются в Палеарктике, в Европе и на Дальнем Востоке.